# Pozpátku (kniha)
Pozpátku (anglicky Backwards) je poslední ze čtyř humoristických vědeckofantastických románů ze série Červený trpaslík, který napsal Rob Grant. Kniha vyšla v originále v roce 1996.
Česky knihu vydalo nakladatelství Argo v roce 2005 v překladu Ladislava Šenkyříka. V roce 2020 vyšla v Argu v souhrnném vydání nazvaném Červený trpaslík – omnibus.
Autor knihy Rob Grant dlouhodobě spolupracuje s Dougem Naylorem, v osmdesátých letech se živili 3 roky jako tvůrci seriálu Spitting Image, pro rozhlasovou stanici Radio Four napsali Son of Cliché a také vytvořili kultovní seriál Červený trpaslík.

## Námět
Čtvrté pokračování knižní série Červený trpaslík líčí opět dobrodružství skupinky vesmírných smolařů. Dave Lister konečně nalezl to, co hledal celou dobu - Zemi. Ale vše není tak skvělé, jak se zdá. Čas zde totiž běží pozpátku a tak jej čeká postupné mládnutí až do úplného začátku. Naštěstí jej kamarádi nenechají na holičkách a přijdou jej zachránit. A je to podařená sestava - potrhlý robot, tvor, jenž se vyvinul z kočky domácí a jeden mrtvý....

## Kapitoly
- Prolog: Eva hodila gumu...
- Část první: Zpětný vesmír
- Část druhá: Nachystejte mi uzenáče, na snídani jsem zpátky
- Část třetí: Zpátky ve zpátečním světě
- Středolog: Přídatek 1
- Část čtvrtá: Struhadla na bradavky, gonádové elektrošokové soupravy a oddechová hudba
- Část pátá: V pravou půlnoc
- Epilog: Přídatek 2